# Stjepan Berislavić
Stjepan Berislavić Grabarski (?, oko 1505. – ?, 1535.), hrvatski velikaš i titularni srpski despot iz velikaške obitelji Berislavić Grabarski.
Bio je sin hrvatskog velikaša i naslovnog srpskog despota Ivana Berislavića i Jelene Jakšić. Godine 1520. naslijedio je oca na dužnosti srpskog despota. Uspio je obraniti svoje posjede 1526. godine, kada je osmanski sultan Sulejman I. Veličanstveni zauzeo Vukovar, Erdut i Osijek. Poslije Sulejmanova povlačenja, Stjepan je uspio preoteti Turcima neka mjesta, uključujući i Vukovar.
Bio je pristalica ugarskog i hrvatskog kralja Ferdinanda I. kome je prisustvovao na krunidbi 3. studenog 1527. godine u Stolnom Biogradu. Njegov suparnik za čast despota bio je Zapoljin kandidat Radič Božić koji nije imao mogućnosti nadmetati se sa Stjepanom.
Stjepan se morao brinuti, osim za svoje posjede i naselja još i za kraljevske gradove između Dunava i Tise, ali budući da nije dobivao pomoć od kralja Ferdinanda I., morao se povuči 1529. godine i prepustiti te gradove Turcima. Zbog tog čina je kralj Ferdinand izdao nalog za njegovo uhićenje te je zarobljen zajedno s majkom Jelenom i utamničen u Budimu. U trenutku kada je Sulejman I. bio krenuo u prvi pohod na Beč, Stjepan je bio otpremljen u Ostrogon, ali je tijekom puta pobjegao i 1532. godine prešao u službu sultana koji mu je vratio posjede i gradove. Od tog je trenutka Stjepan ratovao na strani Ivana Zapolje i pomogao Turcima osvojiti Slavoniju. Pokušaji da se pomiri s Ferdinandom su propali te je Stjepan 1535. godine bio ubijen od strane dotadašnjeg saveznika bosanskog sandžak-bega Husreva. S njegovom smrću izumrla je glavna grana obitelji.

## Vanjske poveznice
- Berislavići Grabarski – Hrvatska enciklopedija
- Berislavić(i) – Hrvatska enciklopedija (1941. – 1945.)
- Berislavići – Hrvatski biografski leksikon